# Mohammad Jamal
Mohammad Jamal Atiq est un footballeur émirati né le 22 juillet 1989. 

## Carrière
- Depuis 2009 : Al Wasl Dubaï ( Émirats arabes unis)

## Palmarès
- Coupe des clubs champions du golfe Persique : 2010